# Madison Square Garden
El Madison Square Garden (abreviado como MSG y también conocido simplemente como Garden) es un recinto deportivo ubicado en la ciudad de Nueva York, Nueva York, Estados Unidos. Alberga los partidos que disputan como locales los New York Knicks de la National Basketball Association (NBA) y los New York Rangers de la National Hockey League (NHL). Fue inaugurado el 11 de febrero de 1968 y cuenta con capacidad para 20.000 espectadores.
Se encuentra en Manhattan en el cruce entre las avenidas Séptima y Octava de las calles 31 a 33, y encima de la Estación Pensylvania.  Es la cuarta construcción con ese mismo nombre en la ciudad. Los dos primeros coliseos MSG, el de 1879 y el de 1890, estuvieron localizados en la Madison Square, de donde proviene el nombre. Cuando se demolió el segundo pabellón se construyó un nuevo coliseo MSG en 1925, en el cruce de la Octava Avenida y la Calle 50.

## Historia

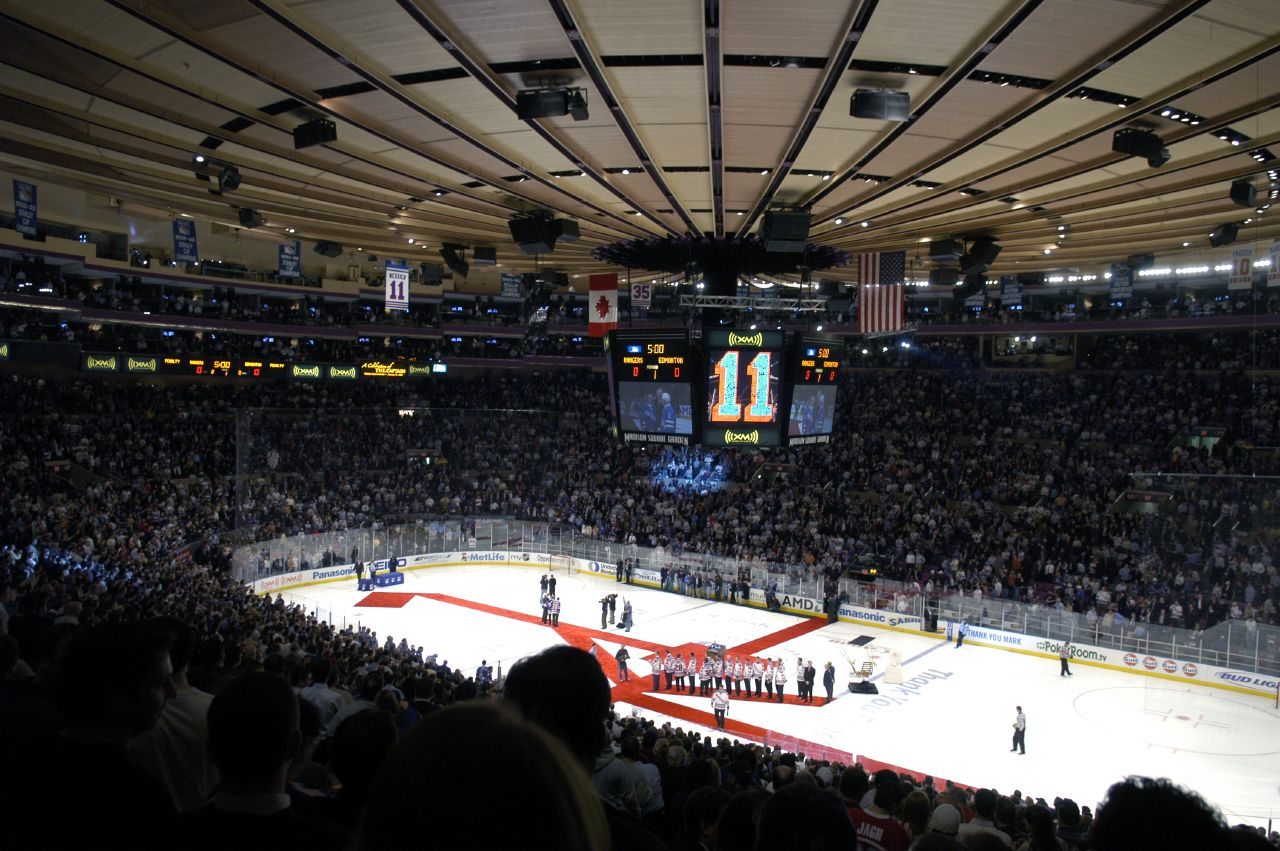
Interior del Madison Square Garden durante un partido de hockey de los New York Rangers.

El local donde se levantó el primer Madison Square Garden fue la estación de pasajeros de la empresa de ferrocarril que unía Nueva York con Harlem. Cuando esta línea se mudó al Grand Central Terminal en 1871 el sitio fue vendido a P.T. Barnum y convertido en un hipódromo llamado "Barnum's Monster Classical and Geological Hipodrome". En 1876 se le renombró como "Gilmore's Garden".
William Henry Vanderbilt cambió el nombre a Madison Square Garden y reabrió el coliseo el 30 de mayo de 1879 en el cruce da la calle 26 y la Avenida Madison. El primer coliseo fue construido para el ciclismo y fue destruido para la construcción del segundo.
El segundo Madison Square Garden, fue diseñado por Stanford White, quien luego sería asesinado en ese sitio. Abrió en 1890 y se mantuvo hasta que fue derruido en 1925. El 11 de febrero de 1968, el tercer Madison Square Garden cerró y se inauguró el cuarto y actual Madison Square Garden.
Además de la cabida que se le da a diversos eventos deportivos, en el recinto se han presentado, a lo largo de su historia, muchos de los artistas más famosos en la escena musical mundial a través de las décadas.

## Actividades deportivas
La actual cancha es donde juegan de local los equipos profesionales de los New York Knicks (baloncesto), los New York Rangers (hockey sobre hielo) y de las New York Liberty (baloncesto femenino). También acoge el "Circo de los Hermanos Barnum" cuando se instala en Nueva York, los partidos del equipo "Red Storm" de baloncesto de la Universidad de Saint John y cualquier otro evento que requiera la presencia de gran cantidad de personas como fue la Convención Republicana de 2004.
El MSG también acoge combates de boxeo. Muchas de las peleas más importantes de la historia se llevaron a cabo en el Madison Square Garden. Antes de que los promotores Don King y Bob Arum llevaran el boxeo a Las Vegas, Nevada, el Madison Square Garden era la Meca del boxeo.
En 2016, el MSG albergó el combate de artes marciales mixtas UFC 205, el primero en el estado de Nueva York desde el UFC 7, celebrado en Buffalo en 1995. Ese deporte había sido prohibido a nivel estatal en 1997.

## Otras actividades
En el MSG se han presentado músicos y bandas de renombre, tales como Luciano Pavarotti, Eric Clapton, Barbra Streisand, Rammstein, Depeche Mode, Cream, U2, John Lennon, Bon Jovi, Muse, Keane, Morrissey, Pearl Jam, Queen, Simon and Garfunkel, Sandro, Raphael, Julio Iglesias, Rocío Jurado, Madonna, Elvis Presley, Paul Mccartney, Feid, LCD Soundsystem , Oscar d'León, Wisin & Yandel, Michael Jackson, Ana Gabriel, Bruce Springsteen, Christina Aguilera, Kiss, Britney Spears, Kylie Minogue, Backstreet Boys, Jennifer Lopez, Leonor Benedetto, Justin Timberlake, Isabel Pantoja, Ariana Grande, Katy Perry, Adele, José José, Mariah Carey, Luis Miguel, Céline Dion, Aventura (banda), Led Zeppelin, Lady Gaga, Mon Laferte, Giovanny Ayala, Pappo, Grupo Niche, Bunbury, Slipknot, entre otros. A finales del 2015, en el marco de su visita apostólica a Estados Unidos, el papa Francisco ofició una misa en el Madison Square Garden.

### Michael Jackson 30thAnniversary Celebration
El cantante Michael Jackson ofreció un concierto especial en el Madison Square Garden celebrando su 30 aniversario como solista. La celebración se llevó a cabo los días 7 y 10 de septiembre del año 2001 e incluyó a otros artistas como Usher, Chris Tucker, Whitney Houston, Marc Anthony, etc.

### WWE
La WWE tiene los derechos exclusivos para realizar espectáculos de lucha libre en el estadio desde 1989. En un WWE Live Event, el 7 de junio de 2017, AJ Styles se consagró campeón del Campeonato de los Estados Unidos de la WWE.
Fue ubicación de WrestleMania I (1985), WrestleMania X (1994) y WrestleMania XX (2004).

### Ring of Honor
En 2019, New Japan Pro Wrestling y Ring of Honor presentaron su evento titulado "G1 Supercard" en este estadio el 6 de abril de 2019.

### Queen
Durante 1980  la banda Queen se presenta por primera vez en el "Madison Square Garden" en su gira mundial The Game Tour, los días 28 29 y 30 de septiembre.

### Led Zeppelin
En el año 1973 la banda Led Zeppelin se presenta en el “Madison Square Garden” quedando grabado en su álbum en vivo The Song Remains the Same editado en 1976 y posteriormente reeditado en 2007.